# Mexicansk-amerikanske krig
Den mexicansk-amerikanske krig var en krig, der blev udkæmpet af USA og Mexico mellem 1846 og 1848. I USA kendes den også som den Mexicanske krig; i Mexico kendes den også som den nordamerikanske invasion af Mexico og USA's krig mod Mexico. Krigen udsprang af USAs annektering af Republikken Texas i 1845, som Mexico ikke anerkendte.

## Forhistorie
Krigen brød ud på grund af grænsestridigheder mellem Mexico og Texas. Efter at have opnået uafhængighed fra Mexico i 1836 blev Republikken Texas annekteret af USA i 1845, men der var ikke enighed om grænsedragningen mellem Mexico og Texas. Samme år fornærmede USA's regering Mexico ved at tilbyde at købe Californien og New Mexico.
USA's præsident James K. Polk beordrede general Zachary Taylor til at overtage kontrollen med landområderne mellem floderne Rio Grande mod syd og Nueces mod nord som begge lande gjorde krav på. Kampe brød ud den 24. april 1846, da også mexicansk kavaleri red ind i området, og omringede USA's fortropper; flere blev dræbt. Efter grænsestridigheden og slagene ved Palo Alto og Resaca de la Palma, erklærede USA's kongres krig den 13. maj 1846. Nordstatsfolk var generelt imod krigserklæringen, mens sydstatsfolkene støttede den. Mexico erklærede krig den 23. maj.

## Krigens gang
Efter USA's krigserklæring mod Mexico indtog USA's styrker flere byer i Californien, blandt andre (midlertidigt) Los Angeles. Slaget ved Monterrey fandt sted i september 1846. Den 22. februar 1847 fandt slaget ved Buena Vista sted, hvor general Taylor besejrede mexicanerne under ledelse af Antonio Lopez de Santa Anna, hvilket sikrede USA's erobring af Californien og New Mexico. Slagene ved Veracruz, Cerro Gordo og siden slaget ved Chapultepec (i udkanten af Mexico City) fulgte, da USA's hær under ledelse af general Winfield Scott trængte ind i hjertet af Mexico. Hans invasion begyndte den 9. marts 1847.
Et interessant træk ved krigen var Saint Patricks Bataljon (San Patricios), som var en gruppe på omkring 500 mand (overvejende irsk-fødte) amerikanerne, der deserterede fra USA's hær til den mexicanske. Mange af dem kæmpede imod, hvad de hævdede, var USA's brutale og racistiske diskrimination. Mange følte et slægtskab med Mexico, fordi de var katolikker. De blev hængt; USA sørgede for at det sidste de så, var nedtagelsen af det mexicanske flag og hejsningen af USA's flag, da krigen var vundet. Nogle historikere hævder, at mændene var krigsfanger, andre argumenterer for, at de var forrædere og desertører. I nutidens Mexico er der mange monumenter for disse soldater.

## Fredsslutning og efterspil
Traktaten ved Cahuenga, underskrevet den 13. januar 1847, stoppede kampene i Californien. Traktaten ved Guadalupe Hidalgo, underskrevet den 2. februar 1848, stoppede krigen og gav USA uimodsagt kontrol over Texas foruden hvad der i dag er Californien, Nevada, Utah, størstedelen af Arizona og New Mexico, og en lille del af Wyoming. Mexico tabte halvdelen af sit areal i krigen. Sejrherrerne, USA, betalte ved fredsslutningen 15 millioner dollars for de erobrede arealer.
Ifølge oplysninger fra USA's kontor for krigsveteraner døde den sidste af USA's krigsveteraner, Owen Thomas Edgar, den 3. september 1929 i en alder af 98 år.